# Cornelius Kolig
Cornelius Kolig (* 7. September 1942 in Vorderberg, Kärnten; † 7. November 2022) war ein österreichischer Maler, Bildhauer, Installations- und Objektkünstler. Er war der Enkel des Malers Anton Kolig.

## Leben und Werk
Cornelius Kolig wurde in Vorderberg als Sohn des Malers Thaddäus Kolig, Sohn Anton Koligs, und seiner Frau Manja (geb. Emma Maria Kröpfl) geboren. Die Politikerin Cordula Frieser war seine Schwester. Durch die Heirat seines Großvaters mit Katharina Wiegele ist er auch Großneffe des ebenso zum Nötscher Kreis gehörenden Malers Franz Wiegele.
Kolig studierte von 1960 bis 1965 an der Akademie der bildenden Künste in Wien bei Josef Dobrowsky, Max Weiler und Herbert Boeckl. Gleichzeitig studierte er auch Geschichte an der Universität Wien. In dieser Phase arbeitete er bevorzugt mit Kunststoffen wie Plexiglas und Polyester und experimentierte auch mit Röntgenbildaufnahmen. Ab 1963 kam es zu ersten Einzelausstellungen seiner Arbeiten in der Galerie nächst St. Stephan in Wien. Es folgten zahlreiche weitere Ausstellungen und Ausstellungsbeteiligungen im In- und Ausland.
1972 stellte Kolig an der XXXVI. Esposizione Biennale Internazionale d’Arte in Venedig aus. Drei Jahre später war er gemeinsam mit Hans Staudacher und Gotthard Muhr offizieller Vertreter Österreichs bei der XIII. Biennale von São Paulo.
Von 1975 bis 1977 ließ Kolig das vom österreichischen Architekten Manfred Kovatsch als Wohnhaus entworfene Haus Kolig am Ossiacher See bauen, welches seit 2021 unter Denkmalschutz steht.
Ab dem Jahr 1979 begann Kolig mit dem Bau des Paradieses in seinem Geburtsort Vorderberg, ein Gesamtkunstwerk auf einem rund 6000 Quadratmeter großen Areal. Es handelt sich dabei um eine Gebäude- und Gartenanlage für die Herstellung, Lagerung und Benützung seiner Objekte und Installationen. Bei einem Hochwasser 2003 wurden große Teile des Paradieses und viele seiner Werke vernichtet.
Zum 100. Geburtstag seines Großvaters Anton Kolig veranstaltete Cornelius Kolig 1986 eine Hommage-Aktion in Klagenfurt und Wien. Zehn Jahre später, 1996, gestaltete er für das Kärntner Landesarchiv die Installation Unvergessen. Seine Neugestaltung des sogenannten Kolig-Saals im Kärntner Landhaus, dessen von Anton Kolig gestaltete Fresken 1938 von den Nationalsozialisten zerstört wurden, führte 1998 zu heftigen kulturpolitischen Kontroversen.
Cornelius Kolig lebte in Vorderberg als „Arbeiter“ im Paradies.

## Auszeichnungen
- 1999: Kulturpreis der Stadt Villach
- 2006: Großer Kulturpreis des Landes Kärnten, der ihm durch Landeshauptmann Jörg Haider überreicht werden sollte. Haider hatte 1998 Kolig noch als „Fäkalkünstler“ bezeichnet. Zur Überreichung des Kulturpreises war Kolig provokant mit Greifzangen gekommen und verwendete diese auch, um bei der Übergabe des Preises nicht mit Haider in Berührung kommen zu müssen.

## Ausstellungen (Auswahl)
- 2009: Das Paradies, Essl Museum, Einzelausstellung, 15. Mai – 11. Oktober 2009[5]
- 2016: Cornelius Kolig: Organisches, 21er Haus, Wien, Einzelausstellung, 10. Juni – 9. Oktober 2016[6]
- 2021: Cornelius Kolig, verweilen statt verreisen, Galerie bei der Albertina, Zetter (Einzelausstellung) Wien.